# Paul Gustard
Paul Simon Keith Gustard (Newcastle upon Tyne, 2 febbraio 1976) è un allenatore ed ex giocatore di rugby a 15, in carriera attivo come terza linea ala.
Ha militato a livello professionistico per Leicester, London Irish e Saracens, ultimo club prima del passaggio alla carriera tecnica.
Tra il 2016 e il 2018 ha diretto la difesa dell'Inghilterra e al 2018 al 2021 è stato tecnico dell'Harlequins. 

## Biografia
Nato a Newcastle upon Tyne studiò alla locale Royal Grammar School e con cui iniziò a giocare a rugby. Nel 1997 Bob Dwyer lo contattò per unirsi a Leicester e fece il suo debutto contro il Leinster nella Heineken Cup, nell'ottobre 1997 fece il suo esordio in campionato contro Sale Sharks. Gustard ha collezionato 97 presenze ufficiali con i Tigers, conquistando quattro titoli in English Premiership e due Heineken Cup di cui però giocò solo la prima finale con lo Stade Français.
Lasciò i Tigers nel 2002 e trasferirsi ai London Irish, per cui ricoprì anche il ruolo capitano della squadra, prima di lasciare gli Exiles nel 2006 per unirsi ai rivali londinesi dei Saracens . Ai Sarries raggiunse 4 semifinali in 6 competizioni, inclusa la sconfitta all'ultimo minuto contro il Munster nella semifinale della Heineken Cup 2007-08. Nel 2008 decise di ritirarsi ma il nuovo allenatore Eddie Jones gli offrì il ruolo di assistente allenatore della prima squadra. Dopo la partenza di Jones e l'ingaggio di Brendan Venter, Gustard conservò il ruolo di assistente.
Con la nazionale Gustard ha avuto una carriera funestata dagli infortuni, non riuscendo mai a rappresentare la nazione della rosa. Fu convocato per le selezioni in vista della Coppa del Mondo 1999 ma senza rientrare nei convocati alla rassegna iridata.
Il 17 dicembre 2015 venne annunciato che Gustard era stato nominato allenatore della difesa dell'Inghilterra, rientrando nell'organico tecnico del neo-allenatore Eddie Jones. Jones ha osservato che "ha supervisionato la crescita dei Saraceni come squadra, ha prodotto un sistema di difesa aggressivo e speriamo che possa fare lo stesso per l'Inghilterra.
Il 21 maggio 2018 fu annunciato l'ingaggio come capo-allenatore degli Harlequins a partire dalla stagione 2018-19. Lasciò il ruolo di comune accordo con la società nel gennaio 2021. La settimana successiva fu confermato che aveva firmato un triennale per Benetton come vice allenatore a partire dalla stagione successiva.

## Palmarès

### Giocatore
- Premiership: 4
Leicester Tigers: 1998-99, 1999-2000, 2000-01, 2001-02
- Heineken Cup: 2
Leicester Tigers: 2000-01, 2001-02